# Festival di Cannes 2021

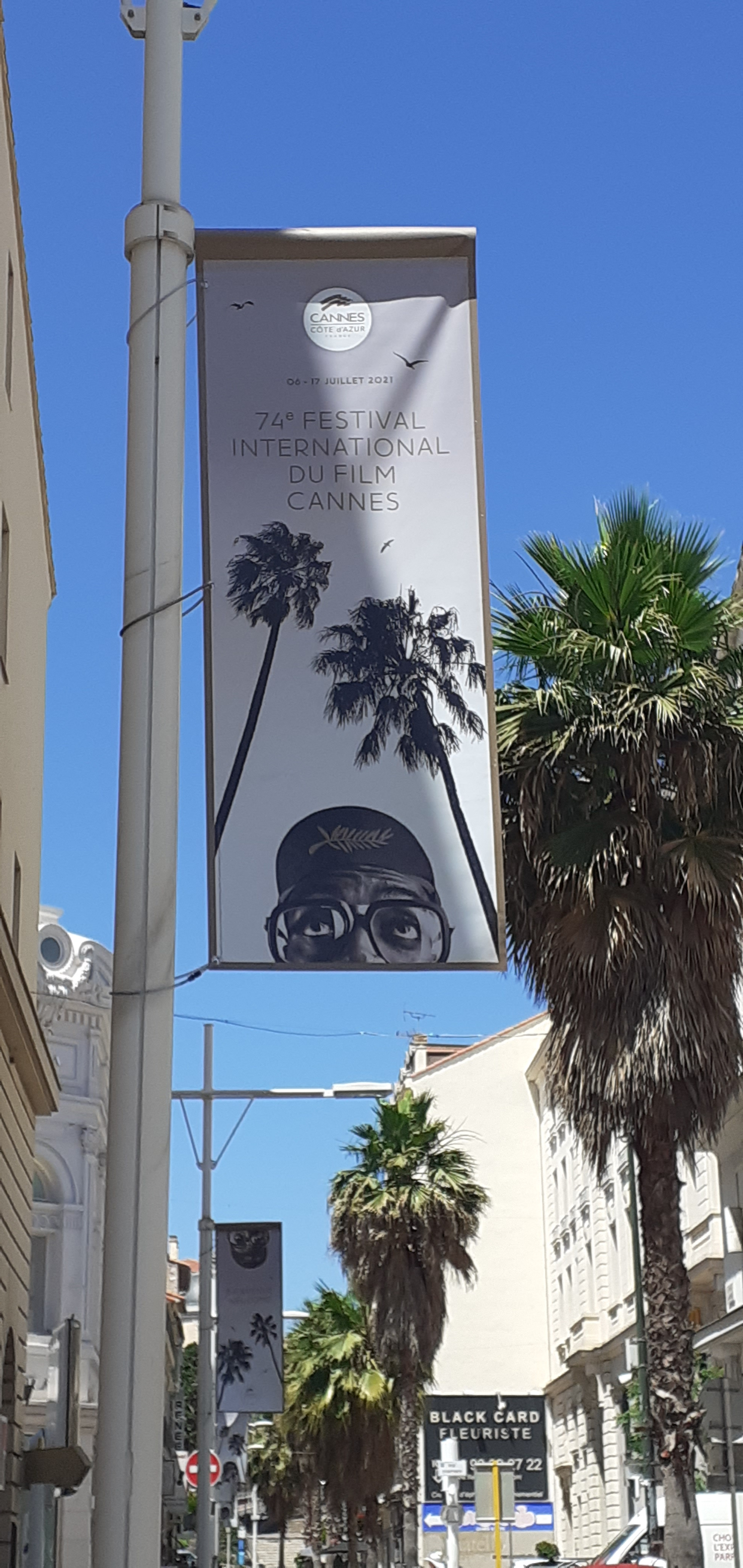
Cannes durante lo svolgimento del Festival. In foto, il poster dell'edizione ritraente il presidente di giuria del concorso Spike Lee.

La 74ª edizione del Festival di Cannes si è svolta a Cannes dal 6 al 17 luglio 2021, dopo essere stata originariamente prevista dall'11 al 22 maggio e posticipata a causa della pandemia di COVID-19 in Francia.
Il film d'apertura è stato Annette di Leos Carax e Agente speciale 117 al servizio della Repubblica - Allarme rosso in Africa nera di Nicolas Bedos quello di chiusura. La giuria internazionale presieduta da Spike Lee, primo afroamericano a ricoprire tale carica riconfermato dopo la cancellazione dell'edizione precedente, ha assegnato la Palma d'oro al franco-belga Titane, rendendone la regista Julia Ducournau la seconda donna a vincere il premio dopo Jane Campion per Lezioni di piano nell'edizione del 1993.
Il regista italoamericano Jonas Carpignano ha vinto in quest'edizione con A Chiara, presentato nella Quinzaine des Réalisateurs, il premio Europa Cinemas Label, che aveva già conseguito nel 2017 con A Ciambra.

## Selezione ufficiale
La lista dei lungometraggi componenti la selezione ufficiale del Festival è stata annunciata il 3 giugno 2021, con aggiunte il 7, 10 e 25 giugno, e il 4 luglio. I cortometraggi del concorso e della sezione Cinéfondation sono stati annunciati il 15 giugno, mentre i restauri e i documentari sul cinema di Cannes Classics sono stati annunciati il 23 giugno. Sono stati presentati all'interno della selezione ufficiale i seguenti film:

### Concorso
- Annette, regia di Leos Carax (Francia, Germania, Belgio, Giappone, Messico, Svizzera) - film d'apertura[3]
- Benedetta, regia di Paul Verhoeven (Francia, Paesi Bassi, Belgio)
- Casablanca Beats (Haut et Fort), regia di Nabil Ayouch (Marocco, Francia)
- Drive My Car, regia di Ryūsuke Hamaguchi (Giappone)
- È andato tutto bene (Tout s'est bien passé), regia di François Ozon (Francia)
- Un eroe (Qahremān), regia di Asghar Farhadi (Iran, Francia)
- France, regia di Bruno Dumont (Francia, Germania, Belgio, Italia)
- The French Dispatch of the Liberty, Kansas Evening Sun, regia di Wes Anderson (Stati Uniti d'America)
- Haberekh, regia di Nadav Lapid (Francia, Germania, Israele)
- Les Intranquilles, regia di Joachim Lafosse (Belgio, Lussemburgo, Francia)
- Una madre, una figlia (Lingui, les liens sacrés), regia di Mahamat-Saleh Haroun (Francia, Ciad, Germania, Belgio)
- Memoria, regia di Apichatpong Weerasethakul (Thailandia, Colombia, Francia, Germania, Messico, Cina)
- Nitram, regia di Justin Kurzel (Australia)
- Parigi, 13Arr. (Les Olympiades), regia di Jacques Audiard (Francia)
- Parigi, tutto in una notte (La Fracture), regia di Catherine Corsini (Francia)
- La persona peggiore del mondo (Verdens verste menneske), regia di Joachim Trier (Norvegia, Francia, Danimarca, Svezia)
- Petrov's Flu (Petrovy v grippe), regia di Kirill Serebrennikov (Russia, Francia)
- Red Rocket, regia di Sean Baker (Stati Uniti d'America)
- Scompartimento n. 6 - In viaggio con il destino (Hytti nro 6), regia di Juho Kuosmanen (Finlandia, Estonia, Germania, Russia)
- Storia di mia moglie (A feleségem története), regia di Ildikó Enyedi (Ungheria, Germania, Francia, Italia)
- Sull'isola di Bergman (Bergman Island), regia di Mia Hansen-Løve (Francia, Germania, Belgio, Svezia, Messico)
- Titane, regia di Julia Ducournau (Francia, Belgio)
- Tre piani, regia di Nanni Moretti (Italia, Francia)
- Una vita in fuga (Flag Day), regia di Sean Penn (Stati Uniti d'America)

### Un Certain Regard
- Ada (Razžimaja kulaki), regia di Kira Kovalenko (Russia)
- After Yang, regia di Kogonada (Stati Uniti d'America)
- Blue Bayou, regia di Justin Chon (Stati Uniti d'America, Canada)
- Bonne Mère, regia di Hafsia Herzi (Francia)
- Bağlılık Hasan, regia di Semih Kaplanoğlu (Turchia)
- La civil, regia di Teodora Ana Mihai (Romania, Belgio)
- Delo, regia di Aleksej Alekseevič German (Russia, Canada, Germania)
- Freda, regia di Gessica Généus (Haiti, Francia, Benin)
- Lamb (Dýrið), regia di Valdimar Jóhansson (Islanda, Svezia, Polonia)
- Let It Be Morning, regia di Eran Kolirin (Israele, Francia)
- Mes frères et moi, regia di Yohan Manca (Francia)
- Un monde, regia di Laura Wandel (Belgio)
- Moneyboys, regia di C. B. Yi (Austria, Francia, Taiwan)
- Noche de fuego, regia di Tatiana Huezo Sánchez (Messico, Germania, Brasile, Svizzera)
- Rehana Maryam Noor, regia di Abdullah Mohammad Saad (Bangladesh)
- De uskyldige, regia di Eskil Vogt (Norvegia, Svezia, Danimarca)
- Women Do Cry, regia di Mina Mileva e Vesela Kazakova (Bulgaria, Francia)

### Fuori concorso
- Agente speciale 117 al servizio della Repubblica - Allarme rosso in Africa nera (OSS 117: Alerte rouge en Afrique noire), regia di Nicolas Bedos (Francia) - film di chiusura[4]
- Aline - La voce dell'amore (Aline), regia di Valérie Lemercier (Francia, Canada)
- BAC Nord, regia di Cédric Jimenez (Francia)
- Emergency Declaration, regia di Han Jae-rim (Corea del Sud)
- De son vivant, regia di Emmanuelle Bercot (Francia)
- Fast & Furious 9 - The Fast Saga (F9: The Fast Saga), regia di Justin Lin (Stati Uniti d'America)
- La ragazza di Stillwater (Stillwater), regia di Tom McCarthy (Stati Uniti d'America)
- The Velvet Underground, regia di Todd Haynes – documentario (Stati Uniti d'America)
- Anna Frank e il diario segreto (Where Is Anne Frank), regia di Ari Folman (Israele, Belgio, Lussemburgo, Paesi Bassi, Francia)

### Cannes Première
- A letto con Sartre (Cette musique ne joue pour personne), regia di Samuel Benchetrit (Francia)
- Belle, regia di Mamoru Hosoda (Giappone)
- Cow, regia di Andrea Arnold – documentario (Regno Unito)
- Dangsin eolgul ap-eseo, regia di Hong Sang-soo (Corea del Sud)
- Jane by Charlotte (Jane par Charlotte), regia di Charlotte Gainsbourg – documentario (Francia)
- JFK Revisited: Through the Looking Glass, regia di Oliver Stone – documentario (Stati Uniti d'America)
- Marx può aspettare, regia di Marco Bellocchio – documentario (Italia)
- Quel giorno tu sarai (Evolution), regia di Kornél Mundruczó (Ungheria, Germania)
- Secret Love (Mothering Sunday), regia di Eva Husson (Regno Unito)
- Stringimi forte (Serre-moi fort), regia di Mathieu Amalric (Francia)
- Tromperie - Inganno (Tromperie), regia di Arnaud Desplechin (Francia)
- Val, regia di Ting Poo e Leo Scott – documentario (Stati Uniti d'America)
- Vortex, regia di Gaspar Noé (Argentina, Italia)

### Proiezioni speciali
- Babij Jar. Kontekst, regia di Serhij Loznycja – documentario (Paesi Bassi, Ucraina)
- O marinheiro das montanhas, regia di Karim Aïnouz (Brasile)
- The Year of the Everlasting Storm, regia di Jafar Panahi, Anthony Chen, Malik Vitthal, Laura Poitras, Dominga Sotomayor, David Lowery e Apichatpong Weerasethakul (Stati Uniti d'America)

### Cortometraggi in concorso
- All The Crows in the World, regia di Tang Yi (Hong Kong)
- Céu de agosto, regia di Jasmin Tenucci (Brasile, Islanda)
- Det er i jorden, regia di Casper Kjeldsen (Danimarca)
- Noite turva, regia di Diogo Salgado (Portogallo)
- Orthodontics, regia di Mohammadreza Mayghani (Iran)
- Pa vend, regia di Samir Karahoda (Kosovo)
- The Right Words, regia di Adrian Moyse Dullin (Francia)
- Severen Pol, regia di Marija Apcevska (Macedonia del Nord, Serbia)
- Sideral, regia di Carlos Segundo (Brasile, Francia)
- Xue yun, regia di Wu Lang (Cina)

### Cinéfondation
- Bestie wokół nas, regia di Natalia Durszewicz – Scuola nazionale di cinema, televisione e teatro Leon Schiller di Łódź (Polonia)
- Bill and Joe Go Duck Hunting, regia di Auden Lincoln-Vogel – Università dell'Iowa (Stati Uniti d'America)
- Billy Boy, regia di Sacha Amaral – Universidad Nacional de las Artes (Argentina)
- La caída del vencejo, regia di Gonzalo Quincoces – Escuela Superior de Cine y Audiovisuales de Cataluña (Spagna)
- Cantareira, regia di Rodrigo Ribeyro – Academia Internacional de Cine (Brasile)
- Cicada, regia di Yoon Daewoen – Han-guk Yesul Jonghap Hakgyo (Corea del Sud)
- L'Enfant salamandre, regia di Théo Degen – INSAS (Belgio)
- Fonica M-120, regia di Olivér Rudolf – Színház- és Filmművészeti Egyetem (Ungheria)
- Frida, regia di Aleksandra Odić – Deutsche Film- und Fernsehakademie Berlin (Germania)
- Frie mænd, regia di Óskar Kristinn Vignisson – Den Danske Filmskole (Danimarca)
- Habikur, regia di Mya Kaplan – Università di Tel Aviv (Israele)
- King Max, regia di Adèle Vincenti-Crasson – La Fémis (Francia)
- Other Half, regia di Lina Kalcheva – National Film and Television School (Regno Unito)
- Oyogeruneko, regia di Huang Menglu – Università d'arte Musashino (Giappone)
- Prin oraș circulă scurte povești de dragoste, regia di Carina-Gabriela Dașoveanu – Università nazionale d'arte teatrale e cinematografica I. L. Caragiale (Romania)
- Rudé boty, regia di Anna Podskalská – Filmová a televizní fakulta Akademie múzických umění v Praze (Repubblica Ceca)
- Saint Android, regia di Lukas von Berg – Filmakademie Baden-Württemberg (Germania)

### Cannes Classics
- Bal Poussière, regia di Henri Duparc (1989, Costa d'Avorio)
- Il cammino della speranza, regia di Pietro Germi (1950, Italia)
- C'era una volta un gatto (Až přijde kocour), regia di Vojtěch Jasný (1963, Repubblica Ceca)
- Dan četrnaesti, regia di Zdravko Velimirović (1960, Iugoslavia)
- Diario per i miei figli (Napló gyermekeimnek), regia di Márta Mészáros (1984, Ungheria)
- La doppia vita di Veronica (La Double Vie de Véronique), regia di Krzysztof Kieślowski (1991, Francia, Polonia)
- La Drôlesse, regia di Jacques Doillon (1978, Francia)
- F come falso (F for Fake), regia di Orson Welles (1973, Francia, Iran, Germania)
- Friendship's Death, regia di Peter Wollen (1987, Regno Unito)
- La guerra è finita (La guerre est finìe), regia di Alain Resnais (1966, Francia)
- Lettera da una sconosciuta (Letter from An Unknown Woman), regia di Max Ophüls (1948, Stati Uniti d'America)
- Lumumba, la mort d'un prophète, regia di Raoul Peck (1990, Francia, Germania, Svizzera, Belgio, Haiti)
- La lunga notte di Louise (Chère Louise), regia di Philippe de Broca (1972, Francia, Italia)
- Mulholland Drive, regia di David Lynch (2001, Stati Uniti d'America, Francia)
- Pentimento (Pokajanie), regia di Tengiz Evgen'evič Abuladze (1984, Unione Sovietica)
- Scacco alla morte (Échec au porteur), regia di Gilles Grangier (1957, Francia)
- So dove vado (I Know Where I'm Going!), regia di Michael Powell ed Emeric Pressburger (1945, Regno Unito)
- Yashagaike, regia di Masahiro Shinoda (1979, Giappone)

#### Documentari
- All About Yves Montand, regia di Yves Jeuland (Francia)
- Buñuel, un cineasta surrealista, regia di Javier Espada (Spagna)
- Et j'aime à la fureur, regia di André Bonzel (Francia)
- Satoshi Kon, L'Illusionniste, regia di Pascal-Alex Vincent (Francia, Giappone)
- The Storms Of Jeremy Thomas, regia di Mark Cousins (Regno Unito)
- The Story Of Film: A New Generation, regia di Mark Cousins (Regno Unito)

## Quinzaine des Réalisateurs
La lista dei film componenti la sezione parallela della Quinzaine des Réalisateurs, diretta artisticamente da Paolo Moretti, è stata annunciata l'8 giugno 2021. Sono stati presentati al suo interno i seguenti film:

### Lungometraggi
- A Chiara, regia di Jonas Carpignano (Italia, Francia)
- Ali & Ava - Storia di un incontro (Ali & Ava), regia di Clio Barnard (Regno Unito)
- al-Baḥr ʾamāmakum, regia di Ely Dagher (Libano, Francia, Belgio)
- Clara Sola, regia di Nathalie Álvarez Mesén (Svezia, Costa Rica, Belgio, Francia, Germania, Stati Uniti d'America)
- De bas étage, regia di Yassine Qnia (Francia)
- Diários de Otsoga, regia di Miguel Gomes e Maureen Fazendeiro (Brasile, Portogallo)
- El empleado y el patrón, regia di Manolo Nieto (Uruguay, Argentina, Brasile, Francia)
- Entre les vagues, regia di Anaïs Volpé (Francia)
- Europa, regia di Haider Rashid (Italia)
- Futura, regia di Pietro Marcello, Alice Rohrwacher e Francesco Munzi (Italia)
- Jādde qāki, regia di Panah Panahi (Iran)
- Întregalde, regia di Radu Muntean (Romania)
- Luaneshat e Kodrës, regia di Luàna Bajrami (Kosovo, Francia)
- Les Magnétiques, regia di Vincent Maël Cardona (Francia)
- Medusa, regia di Anita Rocha da Silveira (Brasile)
- Mon légionnaire, regia di Rachel Lang (Francia, Belgio) - film di chiusura[13]
- Murina, regia di Antoneta Alamat Kusijanović (Croazia, Stati Uniti d'America, Brasile, Slovenia)
- Neptune Frost, regia di Saul Williams e Anisia Uzeyman (Stati Uniti d'America)
- A Night Of Knowing Nothing, regia di Payal Kapadiya (India)
- Re Granchio, regia di Alessio Rigo de Righi e Matteo Zoppis (Italia, Francia, Argentina)
- Retour à Reims, regia di Jean-Gabriel Périot (Francia)
- The Souvenir: Part II, regia di Joanna Hogg (Irlanda, Regno Unito)
- Tra due mondi (Ouistreham), regia di Emmanuel Carrère (Francia) - film d'apertura[13]
- Yǒng'ān zhèn gùshì jí, regia di Shujun Wei (Cina)

### Cortometraggi
- Anxious Body, regia di Yoriko Mizushiri (Giappone, Francia)
- El espacio sideral, regia di Sebastián Schjaer
- The Parents' Room, regia di Diego Marcon (Italia)
- Simone est partie, regia di Mathilde Chavanne (Francia)
- Sycorax, regia di Lois Patiño e Matías Piñeiro
- Train Again, regia di Peter Tscherkassky (Austria)
- The Vandal, regia di Eddie Alcazar (Stati Uniti d'America)
- When Night Meets Dawn, regia di Andreea Cristina Borțun (Romania, Francia, Slovenia)
- The Windshield Wiper, regia di Alberto Mielgo (Stati Uniti d'America)

## Settimana internazionale della critica
Sono stati presentati all'interno della sezione parallela della Settimana internazionale della critica i seguenti film:

### Concorso

#### Lungometraggi
- Amparo, regia di Simón Mesa Soto (Colombia, Svezia, Germania)
- Feathers, regia di Omar El Zohairy (Francia, Egitto, Paesi Bassi, Grecia)
- Generazione Low Cost (Rien à foutre), regia di Julie Lecoustre ed Emmanuel Marre (Belgio, Francia)
- The Gravedigger's Wife, regia di Khadar Ayderus Ahmed (Finlandia, Francia, Germania)
- Libertad, regia di Clara Roquet (Spagna, Belgio)
- Olga, regia di Elie Grappe (Svizzera, Ucraina, Francia)
- Piccolo corpo, regia di Laura Samani (Italia, Francia, Slovenia)

#### Cortometraggi
- Brutalia, Days of Labour, regia di Manolis Mavris (Grecia, Belgio)
- Duo Lǐ, regia di Zou Jing (Cina, Hong Kong, Singapore)
- Fāng kě, regia di Hao Zhao e Yeung Tung (Cina)
- Inherent, regia di Nicolai G.H. Johansen (Danimarca)
- Interfon 15, regia di Andrei Epure (Romania)
- Ma šelo nišḃar, regia di Elinor Nechemya (Israele)
- Noir-soleil, regia di Marie Larrivé (Francia)
- Safe, regia di Ian Barling (Stati Uniti d'America)
- Soldat noir, regia di Jimmy Laporal-Trésor (Francia)
- Über Wasser, regia di Jela Hasler (Svizzera)

### Proiezioni speciali
- Gli amori di Anaïs (Les Amours d'Anaïs), regia di Charline Bourgeois-Tacquet (Francia) - film per il 60º anniversario
- Bruno Reidal, regia di Vincent Le Port (Francia)
- Una storia d'amore e di desiderio (Une histoire d’amour et de désir), regia di Leyla Bouzid (Francia) - film di chiusura
- Une jeune fille qui va bien, regia di Sandrine Kiberlain (Francia)
- Petite Nature, regia di Samuel Theis (Francia)
- Robuste, regia di Constance Meyer (Francia) - film d'apertura

## Giurie
Le seguenti persone hanno fatto parte delle giurie delle varie sezioni del Festival:

### Concorso

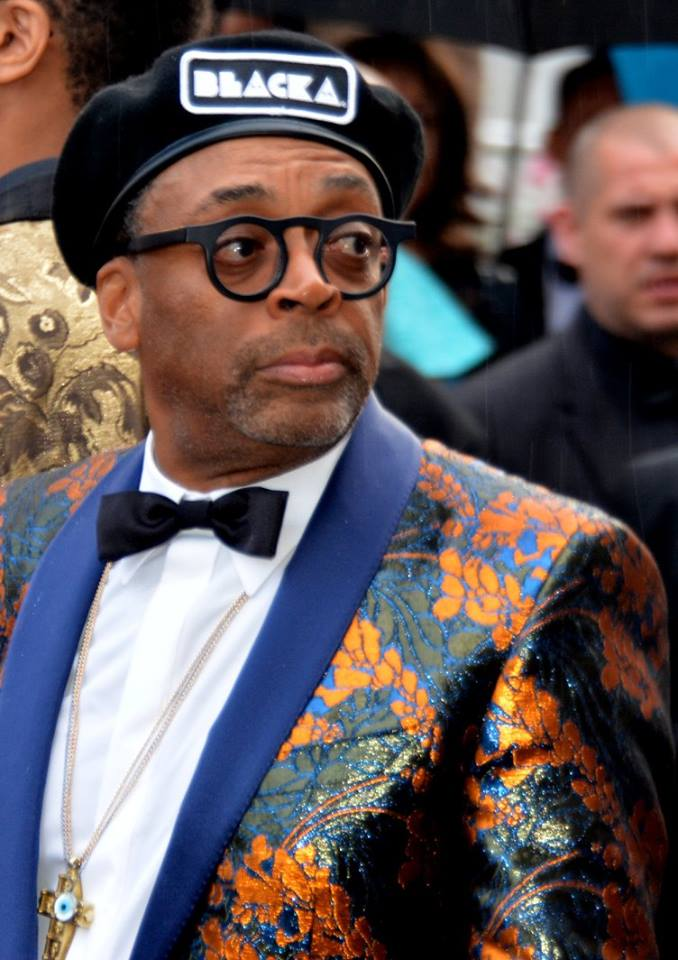
Spike Lee, qui ritratto nel 2018, è stato il presidente di giuria del concorso principale.

- Spike Lee, regista (Stati Uniti d'America) - Presidente di giuria[1]
- Mati Diop, attrice e regista (Francia)
- Mylène Farmer, cantautrice (Francia)
- Maggie Gyllenhaal, attrice (Stati Uniti d'America)
- Jessica Hausner, regista (Austria)
- Mélanie Laurent, attrice (Francia)
- Kleber Mendonça Filho, regista (Brasile)
- Tahar Rahim, attore (Francia, Algeria)
- Song Kang-ho, attore (Corea del Sud)

### Un Certain Regard
- Andrea Arnold, regista (Regno Unito) - Presidentessa di Giuria
- Daniel Burman, regista (Argentina)
- Michael Angelo Covino, regista (Stati Uniti d'America)
- Mounia Meddour, regista (Algeria)
- Elsa Zylberstein, attrice (Francia)

### Caméra d'or
- Mélanie Thierry, attrice (Francia) - Presidentessa di Giuria
- Audrey Abiven, amministratrice delegata di Tri Track (Francia)
- Éric Caravaca, attore (Francia)
- Romain Cogitore, regista (Francia)
- Laurent Dailland, direttore della fotografia (Francia)
- Pierre-Simon Gutman, critico cinematografico (Francia)

### Cinéfondation e cortometraggi
- Sameh Alaa, regista (Egitto)
- Kaouther Ben Hania, regista (Tunisia)
- Carlos Muguiro, docente universitario (Spagna)
- Tuva Novotny, attrice (Svezia)
- Nicolas Pariser, regista (Francia)
- Alice Winocour, regista (Francia)

### Settimana internazionale della critica
- Cristian Mungiu, regista (Romania) - Presidente di Giuria[14]
- Didar Domehri, produttrice cinematografica (Francia)
- Camélia Jordana, cantante (Francia)
- Michel Merkt, produttore cinematografico (Austria)
- Karel Ochu, direttore artistico del festival internazionale del cinema di Karlovy Vary (Repubblica Ceca)

### L'Œil d'or
- Ezra Edelman, regista (Stati Uniti d'America) - Presidente di Giuria
- Julie Bertucelli, regista (Francia)
- Iris Brey, giornalista (Francia)
- Déborah François, attrice (Belgio)
- Orwa Nyrabia, direttore artistico dell'International Documentary Film Festival Amsterdam (Siria)

### Queer Palm
- Nicolas Maury, attore (Francia) - Presidente di Giuria[15]
- Josza Anjembe, regista (Francia)
- Roxane Mesquida, attrice (Francia)
- Vahram Muratyan, artista (Francia)
- Aloïse Sauvage, attrice (Francia)

## Palmarès

### Selezione ufficiale
Le giurie della selezione ufficiale hanno premiato i seguenti film:

#### Concorso
- Palma d'oro: Titane, regia di Julia Ducournau
- Grand Prix Speciale della Giuria: (ex aequo) Un eroe (Qahremān), regia di Asghar Farhadi e Scompartimento n. 6 - In viaggio con il destino (Hytti nro 6), regia di Juho Kuosmanen
- Prix de la mise en scène: Leos Carax per Annette
- Prix du scénario: Ryūsuke Hamaguchi e Takamasa Ōe per Drive My Car
- Prix d'interprétation féminine: Renate Reinsve per La persona peggiore del mondo (Verdens verste menneske)
- Prix d'interprétation masculine: Caleb Landry Jones per Nitram
- Premio della giuria: (ex aequo) Haberekh, regia di Nadav Lapid e Memoria, regia di Apichatpong Weerasethakul
- Palma d'oro onoraria: Marco Bellocchio e Jodie Foster[18]

#### Un Certain Regard
- Premio Un Certain Regard: Ada (Razžimaja kulaki), regia di Kira Kovalenko
- Premio della giuria: Große Freiheit, regia di Sebastian Meise
- Miglior cast d'insieme: Bonne Mère, regia di Hafsia Herzi
- Premio per il coraggio: La civil, regia di Teodora Ana Mihai
- Premio per l'originalità: Lamb (Dýrið), regia di Valdimar Jóhansson
- Menzione speciale della giuria: Noche de fuego, regia di Tatiana Huezo Sánchez

#### Cortometraggi
- Palma d'oro al miglior cortometraggio: All The Crows in the World, regia di Tang Yi
- Premio della giuria: Céu de agosto, regia di Jasmin Tenucci

#### Cinéfondation
1. L'Enfant salamandre, regia di Théo Degen dell'INSAS
2. Cicada, regia di Yoon Daewoen dell'Han-guk Yesul Jonghap Hakgyo
3. (ex aequo) Cantareira, regia di Rodrigo Ribeyro dell'Academia Internacional de Cine e Prin oraș circulă scurte povești de dragoste, regia di Carina-Gabriela Dașoveanu dell'Università nazionale d'arte teatrale e cinematografica I. L. Caragiale

### Quinzaine des Réalisateurs
La giurie della sezione parallela della Quinzaine des Réalisateurs ha premiato i seguenti film:
- Premio Europa Cinema Label: A Chiara, regia di Jonas Carpignano
- Premio SACD: Les Magnétiques, regia di Vincent Maël Cardona
- Carrosse d'Or: Frederick Wiseman

### Settimana internazionale della critica
La giuria della sezione parallela della Settimana internazionale della critica ha premiato i seguenti film:
- Grand Prix della Settimana internazionale della critica: Feathers, regia di Omar El Zohairy
- Premio Louis Roederer Foundation per la miglior scoperta: Amparo, regia di Simón Mesa Soto
- Premio SACD: Olga, regia di Elie Grappe
- Aide Fondation Gan à la Diffusion: Generazione Low Cost (Rien à foutre), regia di Julie Lecoustre ed Emmanuel Marre
- Premio Leica Cine per la miglior scoperta (cortometraggio): Duo Lǐ, regia di Zou Jing
- Premio Canal+ per il miglior cortometraggio: Brutalia, Days of Labour, regia di Manolis Mavris

### Premi indipendenti
Altre giurie indipendenti hanno premiato i seguenti film:
- Caméra d'or: Murina, regia di Antoneta Alamat Kusijanović
- Premio FIPRESCI:
  - Concorso: Drive My Car, regia di Ryūsuke Hamaguchi
  - Un Certain Regard: Un monde, regia di Laura Wandel
  - Settimana internazionale della critica: Feathers, regia di Omar El Zohairy
- Premio della giuria ecumenica: Drive My Car, regia di Ryūsuke Hamaguchi
  - Menzione speciale: Scompartimento n. 6 - In viaggio con il destino (Hytti nro 6), regia di Juho Kuosmanen
- L'Œil d'or: A Night of Knowing Nothing, regia di Payal Kapadiya
  - Menzione speciale: Babij Jar. Kontekst, regia di Serhij Loznycja
- Queer Palm: Parigi, tutto in una notte (La Fracture), regia di Catherine Corsini
  - Cortometraggio Queer Palm: (ex aequo) La caída del vencejo, regia di Gonzalo Quincoces e Frida, regia di Aleksandra Odić
- Premio François-Chalais: Un eroe (Qahremān), regia di Asghar Farhadi
  - Menzione speciale: Freda, regia di Gessica Généus
- Premio AFCAE: Drive My Car, regia di Ryūsuke Hamaguchi
  - Menzione speciale: Parigi, tutto in una notte (La Fracture), regia di Catherine Corsini
- Cannes Soundtrack Award / Disque d'Or: (ex aequo) Ron e Russell Mael per Annette e Rone per Parigi, 13Arr. (Les Olympiades)
- Prix de la Citoyenneté: Un eroe (Qahremān), regia di Asghar Farhadi
- Prix du Cinéma positif: Casablanca Beats (Haut et Fort), regia di Nabil Ayouch
- Prix CST de l'Artiste-Technicien: Vladislav Opel'janc per la fotografia di Petrov's Flu
- Dog Palm: Rosie, Dora e Snowbear di The Souvenir: Part II
  - Premio della giuria: (ex aequo) Panda di Lamb (Dýrið) e Sophie di Red Rocket
- Premio Pierre Angénieux: Agnès Godard
- Trophée Chopard:
  - Rivelazione femminile: Jessie Buckley
  - Rivelazione maschile: Kingsley Ben-Adir